# یوتو کویزومی
یوتو کویزومی (انگلیسی: Yuto Koizumi؛ زادهٔ ۱۴ سپتامبر ۱۹۹۵) بازیکن فوتبال اهل ژاپن است.
از باشگاه‌هایی که در آن بازی کرده‌است می‌توان به باشگاه فوتبال کاشیما آنتلرز اشاره کرد.